# Lazar Brankov
Lazar Brankov (Óbecse, 1912. július 17. – Párizs, 2011. december 3.) szerb nemzetiségű jugoszláv kommunista politikus, aki a második világháborút követően a magyarországi Szövetséges Ellenőrző Bizottság jugoszláv delegációjának vezetője volt. A szovjet–jugoszláv viszony kiéleződését követően szembefordult Titóval és Magyarországon maradt, de 1949-ben letartóztatták és a Rajk László elleni koncepciós perben életfogytiglani börtönbüntetésre ítélték. 1956-ban amnesztiával szabadult, majd Franciaországba emigrált, ott élt élete végéig.

## Élete
Lazar Brankov az Osztrák–Magyar Monarchiához tartozó Óbecsén született. Az elemi iskolát szülővárosában végezte, majd gimnáziumi tanulmányait Újvidéken folytatta. 1931-ben beiratkozott a Belgrádi Egyetem jogi karára, ahol két évig tanult, de tanulmányait végül anyagi nehézségek miatt nem fejezte be. Egyetemi hallgatóként belépett a Jugoszláv Kommunista Pártba, ahol a párt ifjúsági szervezetén belül töltött be vezető pozíciót.
1933-ban hazatért Óbecsére és tisztviselőként helyezkedett el. 1940-ben megnősült (1945-ben azonban elváltak). 1941 áprilisában behívták sorkatonai szolgálatra, részt vett a németek elleni harcban, de fogságba esett. Rövid idő múlva kiszabadult, és az időközben ismét magyar fennhatóság alá került Óbecsére menekült. Itt, kommunista múltja miatt, a magyar hatóságok ismét őrizetbe vették, de pár hét múlva feltételesen szabadlábra helyezték. Szabadulását követően bekapcsolódott a bácskai partizánmozgalomba, 1943-ban a bácskai-baranyai partizánalakulatok politikai biztosává nevezték ki. A Bácska visszaszerzését követően a Vajdasági Katonai Hatóság katonai igazgatási osztályának vezetését bízták rá. Tisztségét 1945 februárjáig töltötte be.
Brankov 1944–45-ben tisztázatlan szerepet töltött be a magyar lakosság elleni atrocitásokban. Tagja volt annak a rögtönítélő bíróságnak, mely mintegy 150 halálos ítéletet hozott Újvidéken, és ő volt az egyik tagja annak a háromtagú bíróságnak, amely halálra ítélte Andrée Dezső újságírót és 11 társát (rögtön az ítélethozatal után golyó által ki is végezték őket).
1945. március 10-től a Szövetséges Ellenőrző Bizottság jugoszláv delegációjának lett a vezetője, egyúttal a budapesti jugoszláv nagykövetség ügyvivőjének is kinevezték. 1947-től követségi tanácsos lett, még ugyanebben az évben Tildy Zoltán köztársasági elnök a Köztársasági Érdemrend középkeresztje a csillaggal kitüntetést adományozta neki.
A szovjet–jugoszláv viszony kiéleződését és Jugoszlávia kizárását a Kominformból követően szembehelyezkedett Titóval, lemondott tisztségéről, és Magyarországon maradt. 1948-tól – szovjet utasításra – Tito-ellenes propagandát fejtett ki. Ennek ellenére 1949. június 29-én Moszkvában letartóztatták mint „titoista kémet”, majd kiadták Magyarországnak, ahol az MDP-n belüli tisztogató hullám egyik főszereplőjének „szemelték ki”. Brankovot azzal vádolták meg, hogy Rajk Lászlóval, Szőnyi Tiborral és társaikkal együttműködve a magyarországi „demokratikus államrend megdöntésére törekedett és ki akarta szolgáltatni Magyarországot Titónak és rajta keresztül a nyugati imperialistáknak”.
1949. szeptember 16-án a Rajk-perben harmadrendű vádlottként ültették a vádlottak padjára, a budapesti népbíróság szeptember 24-én életfogytiglani börtönbüntetésre ítélte. 1956. április 3-án elnöki kegyelemmel kiszabadult a börtönből, ám a Rajk-per többi elítéltjével ellentétben, nem rehabilitálták. November 9-én Ausztriába menekült, majd Franciaországba emigrált. 1987-ben látogatott vissza Magyarországra, Aczél György meghívására. Kérésére a Legfelsőbb Ügyészség igazolta, hogy a magyar törvények értelmében nem minősül büntetett előéletűnek.
A rendszerváltás után, 1998-ban, Göncz Árpád Budapesten Köztársasági Elnöki arany Emlékéremmel tüntette ki.